# Tephrina antennata
Tephrina antennata là một loài bướm đêm trong họ Geometridae.